# 日本鳞始蕨
日本陵齿蕨（学名：Osmolindsaea japonica），为鳞始蕨科香鳞始蕨属下的一个植物种。